# أناتوليوس (بطريرك القسطنطينية)
أناتوليوس (باليونانية: Ανατόλιος) هو بطريرك القسطنطينية الخامس والأربعون. يشتهر بترأسه لمجمع خلقيدونية ولرفضه للعقائد التي ظهرت في تلك الفترة كالنسطورية والأوطاخية والطبيعة الواحدة، ولذلك، فالكنيستان الأرثوذكسية الشرقية والرومانية الكاثوليكية تعدانه من القديسين.
ولد أناتوليوس في الإسكندرية، وفيها نشأ وتعلم. رُسم شماسا من قبل القديس كيرلس بابا الإسكندرية، وكان حاضرا في مجمع أفسس عام 431.

## بطريركيته
بعد عزل فلافيان بطريرك القسطنطينية في مجمع أفسس الثاني، خلف أناتوليوس (مبعوث ديسقوروس بابا الإسكندرية للإمبراطور ثيودوسيوس الثاني) سلفه، عبر تأثير هاذين الأخيرين. بعد تكريسه، ظهرت الاشتباهات فيه من قبل الشعب، فقيل أنه وقع في الأوطاخية، لكن أناتوليوس ظهر علنا نافيا الشائعات حوله، فأدان ليس فقط تعاليم أوطاخي، بل وأيضا تعاليم نسطور، مستشهدا بكتابات كيرلس ضد نسطور، ولاون ضد أوطاخي.

## مجمع خلقيدونية
مع البابا لاون، طلب أناتوليوس من الإمبراطور مارقيان، عقد مجمع لإدانة عقائد ديسقوروس وأوطاخي، التأم هذا في مدينة خلقيدونية. وفي المجمع، ترأس أناتوليوس مع المندوبين الرومان جلساته. وبموجب القانون الثامن والعشرين الشهير، والذي مُرر وصودق عليه في ختام المجمع، صار عرش القسطنطينية مساويا في الكرامة مع روما، ومُنح الولاية على ما لا ولاية لعرش آخر عليه من أراض، هي أراضي البربر والأراضي القصية، فبذلك صارت القسطنطينية "ثانية في الشرف بعد أسقف روما، ومساوية له في الكرامة". وإن هذا جعل من القسطنطينية متقدمة على بقية الكراسي القديمة؛ أنطاكية والإسكندرية. ومن هنا نشأ الخلاف بين أناتوليوس والحبر الروماني. لكن، لا نفع من ذلك، لأن القانون هو في مسار واحد مع ما تم إقراره في مجمع القسطنطينية المسكوني (381)، في القانون الثالث منه القائل بأن "القسطنطينية حاملة للمكانة الثانية بعد روما في الشرف والأولية، فهي روما الجديدة." وهذا نابع من طبيعة السياسية، لا العقيدة.
اشتكى لاون إلى مرقيان (في الرسالة 54) وإلي بوليخاريا (في الرسالة 55) من "تجاوز" أناتوليوس لصلاحياته و"تعديه" على حقوق الحبر الروماني عبر رسامة ماكسيموس الثاني بطريركا لأنطاكية، وكذلك احتج في رسالة إلى أناتوليوس نفسه (الرسالة 53.) بعد مجمع خلقيدونية، تلقى أناتوليوس رسالة موقعة من عديد الأساقفة المصريين، يطلبون فيها مساعدته ضد تيموثاوس، الذي كان "يغتصب" بطريركية الإسكندرية. وعليه، كتب أناتوليوس رسالة إلى الإمبراطور لاون الأول في شأن البابا القبطي. ولعل كان هذا سبب قتله من قبل أصحاب الطبيعة عام 458.
ينسب لأناتوليوس نظم بعض الترانيم.